# Ora (cépage)
L'Ora est un cépage de raisin de table blanc précoce obtenu par l'INRA de Montpellier. C'est Paul Truel qui l'a créé en 1968 en croisant l'hybride Cinsault-perle de Csaba avec le Cardinal.
Les grappes, cylindro-coniques, sont grosses ; les grains ellipsoïdes sont gros. La pulpe est ferme, riche en sucre et légèrement astringente ; les pépins sont très peu perceptibles.